# Казменко, Сергей Вадимович
Сергей Вадимович Казменко (9 октября 1954, Ленинград — 30 января 1991, Петродворец, Ленинград) — русский советский писатель-фантаст.

## Биография
Родился 9 октября 1954 года. В 1978 году окончил Физический факультет Ленинградского университета (г. Петродворец). Работал научным сотрудником в отделе физики атмосферы Института физики при ЛГУ (г. Петродворец). В последние годы жизни тяжело болел, был прикован к инвалидному креслу. Печатался с 1985 года. Участник семинара Бориса Стругацкого. Умер 30 января 1991 года. Похоронен на Бабигонском кладбище (г. Петродворец).

## Награды и звания
- 1992 — номинация на премию «Бронзовая Улитка» за повесть «Нашествие» (посмертно)
- 1992 — номинация на премию «Бронзовая Улитка» за рассказ «Вариация на тему древнего мифа» (посмертно)
- 1995 — номинация на премию «Странник» за повесть «Знак Дракона» (посмертно)
- 1995 — номинация на премию «Странник» за рассказ «До четырнадцатого колена» (посмертно)
- 1995 — Премия «Интерпресскон» за повесть «Знак Дракона» (посмертно)

## Оценки
«Сережи Казменко больше нет с нами. Болезнь, сделавшая его инвалидом, приковавшая его к инвалидной коляске, в конце января 1991 года убила его.
Он был талантлив, трудолюбив и упорен. Он творил в тяжелое, неблагоприятное для творческого человека время, породившее явление, которое он в одном из своих рассказов назвал „информационной невидимостью“, — и всю свою недолгую жизнь он боролся со своим положением информационного невидимики и добился того, что имя его сделалось известно многим и многим любителям хорошей фантастики. Он оставил после себя несколько десятков неопубликованных рассказов, повести, эссе — общим счетом на два, а может быть и на три добротных сборника. Я убежден, что со временем многие и многие из этих материалов будут опубликованы, и это станет лучшей памятью талантливому писателю и славному человеку». (Борис Стругацкий)